# Лхагвасурэнгийн Отгонбаатар
Лхагвасурэнгийн Отгонбаатар (род. 20 января 1993, Батцэнгэл, Архангай) — монгольский дзюдоист и самбист, серебряный призёр чемпионата мира по самбо 2014 года, бронзовый призёр чемпионата мира по дзюдо 2018 года в весовой категории до 100 кг. Двукратный бронзовый призёр соревнований по дзюдо Азиатских игр 2014 и 2018 годов. Чемпион Азии по дзюдо 2019 года. Участник летних Олимпийских игр 2016 и 2020 годов.

## Биография
На Азиатских играх в 2014 году в Южной Корее завоевал бронзовую медаль.
На чемпионате мира 2015 года в Астане в командных соревнованиях он в составе Монголии завоевал бронзовую медаль чемпионата мира.
Принял участие в турнире дзюдоистов на летних Олимпийских играх в Бразилии в 2016 году. Занял итоговое пятое место.
Через четыре года на Азиатских играх в 2018 году в Джакарте вновь повторил свой успех.
На чемпионате мира 2018 года в Баку, в весовой категории до 100 кг, он завоевал бронзовую медаль — вторую на чемпионатах мира.
На чемпионате Азии в ОАЭ в апреле 2019 года в весовой категории до 100 кг он одолев всех своих соперников стал чемпионом Азии.